# Presentie (vegetatiekunde)
De presentie van een plantensoort is de mate van aanwezigheid daarvan in een bepaalde plantengemeenschap. 
Een verhelderend voorbeeld is struikhei, die praktisch overal voorkomt in de plantengemeenschappen van de klasse van droge heiden, en daar dus een hoge presentie heeft in die klasse.
Een constant taxon is een taxon dat in meer dan 60% van alle vegetatie van een plantengemeenschap voorkomt, en is dus een goede kandidaat om als kentaxon voor die gemeenschap te worden beschouwd.